# Wendelin Stambach

Supplementum commentarii, 1574

Wendelin Stambach, né en 1454 à Butzbach et mort le 14 janvier 1519 à Tübingen, est un théologien allemand. Professeur à l'Université de Tübingen en 1489, il fut ensuite élu recteur. Il a supervisé la publication des œuvres de Gabriel Biel.

## Œuvres
- (la) Supplementum commentarii magistri Gabrielis Biel in quartum librum sententiarum, Brescia, Pietro Bozzola et Vincenzo Sabbio, 1574 (lire en ligne)